# سدریک لیابوف
سدریک لیابوف (انگلیسی: Cédric Liabeuf؛ زادهٔ ۵ اوت ۱۹۷۹) بازیکن فوتبال سابق اهل فرانسه است که در پست هافبک بازی می‌کرد.
از باشگاه‌هایی که در آن بازی کرده‌است می‌توان به باشگاه فوتبال ونس، باشگاه فوتبال گنگام، باشگاه فوتبال استاد برستوا ۲۹، باشگاه فوتبال استاد رنس، باشگاه فوتبال اوسر، و باشگاه فوتبال لو مان اشاره کرد.